# フィル・コールソン
フィリップ・J・“フィル”・コールソン（Phillip J. "Phil" Coulson）は、マーベル・スタジオズ製作の複数のスーパーヒーロー映画のクロスオーバー世界であるマーベル・シネマティック・ユニバース（MCU）に登場する架空の人物である。2008年の映画『アイアンマン』で初登場。
俳優はクラーク・グレッグが演じた。日本語吹替は主に村治学が担当。
本項は、“アース616”（正史の宇宙）におけるコールソンを主軸として表記する。

## キャラクター像

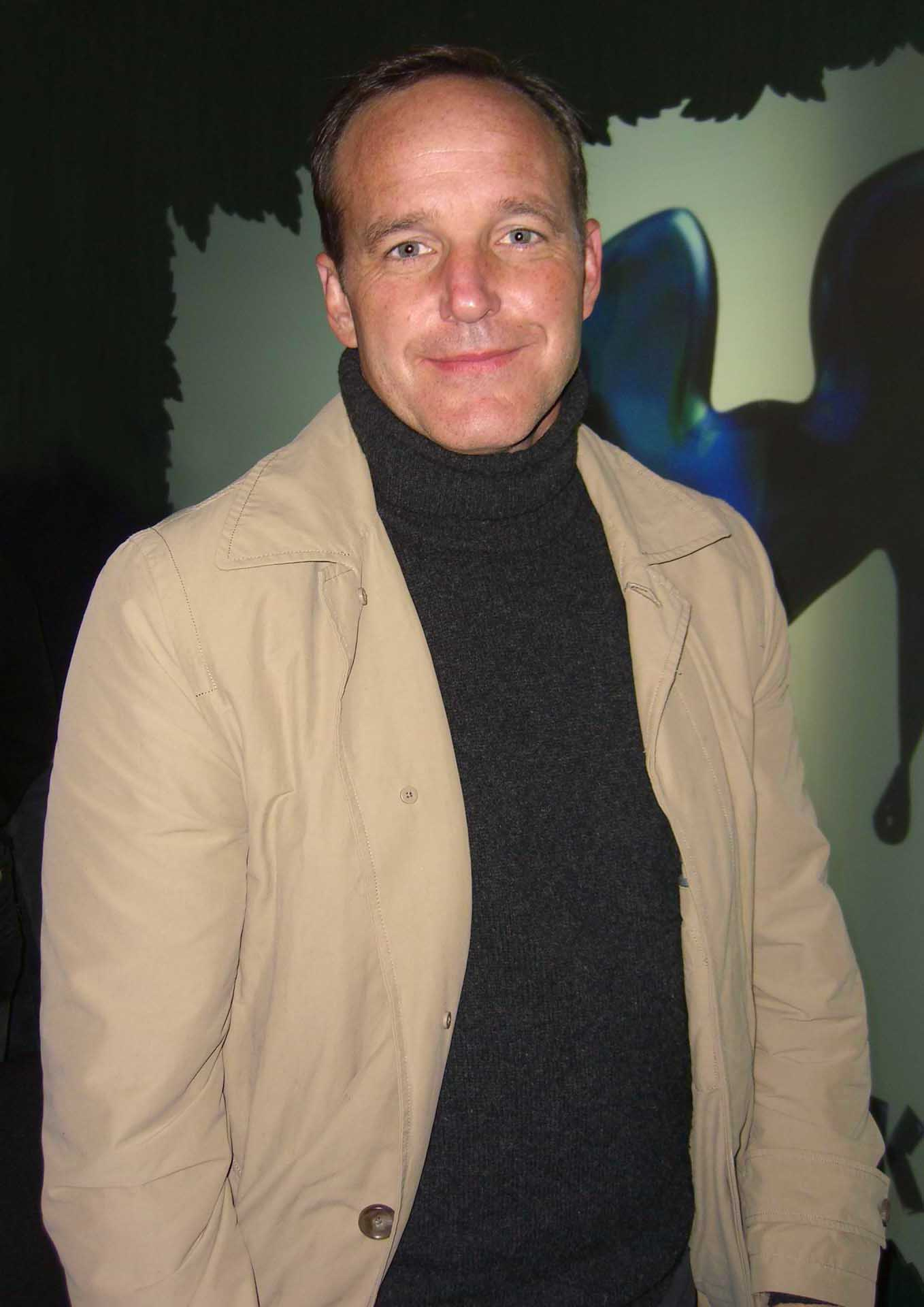
コールソンを演じるクラーク・グレッグ。

S.H.I.E.L.D.のエージェント。立場上、任務では冷厳とも受け取れる行動をとることも稀にあり、若干掴みどころがないような雰囲気だが、基本的には並大抵のことには動じない程冷静沈着な姿勢で職務にあたり、穏和で紳士的な性格であるため、S.H.I.E.L.D.内外問わず彼を信頼する人物は多く、敵対者からも一目置かれる器量の持ち主である。新米エージェントの頃は、現場に不慣れな様子もあったが、上官の命令を無視してまで自ら状況を判断して行動する姿も見せるため、同時期のニック・フューリーから「唯一自分（フューリー）を嫌っておらず、筋がいい」と評されており、現在ではS.H.I.E.L.D.副長官のマリア・ヒルと肩を並べて、フューリーの片腕となった。スティーブ・ロジャース/キャプテン・アメリカのファンでもあり、彼のトレーディングカードや、さまざまなアンティークグッズのコレクションを趣味としている。
MCU作品では、コールソンは主人公のサポート役として登場し、物語上でS.H.I.E.L.D.の存在を表すのに使われる。しかしながら「Marvel One-Shots」ではコールソンにスポットライトが当てられ、差し迫った脅威の中でスーパーヒーローが周りに居ないという状況に置かれる。

### 『ホワット・イフ...?』版
現在のところ、“アース51825”、“アース72124”におけるコールソンの存在が描写されており、正史のコールソンと同様のキャラクター像とS.H.I.E.L.D.エージェントの肩書きを持って活動する。

### 能力
庶民的な第一印象とは裏腹に、部下や同僚たちに対する指揮能力と統率力、的確な作戦立案能力、並の敵兵やテロリストをあしらえる格闘戦の技能と銃火器の腕前まで、年季が入ったエージェントとして確かな実力を持っている。

## キャラクター経歴

### 映画
『アイアンマン』
日本語吹替 - 村治学（劇場公開版）、根本泰彦（テレビ朝日版）
トニー・スターク/アイアンマンがアフガニスタンでの拉致から脱出した後の記者会見の場で初登場。トニーの秘書のペッパー・ポッツやトニーと話す際にS.H.I.E.L.D.のフルネームを伝えるが、彼らによって組織名が長すぎると指摘される場面をしばしば見せる。
前述の記者会見に出席するとペッパーと話し、自分は戦略国土調停補強配備局の捜査官であると明かして、トニーが脱出した際の詳細についての議論の必要性を説くとアポイントメントを取り、後日再び脱出の詳細を聞こうと、ウォルト・ディズニー・コンサートホールでトニーと会った。しかしながらトニーはクリスティン・エヴァーハートからの話を聞き、“テン・リングス”の“グルミラ”でのテロを止めるためにその場を去って行った。
その後スターク・インダストリーズ本社屋を訪ね、ペッパーからオバディア・ステインのアーマーの話を聞き、仲間のエージェントを率いて彼女と共に“セクター16”に向かい、そこでアーマーを着たオバディアを目撃するが、太刀打ちできずに終わる。
後日トニーがアイアンマンの正体を明かした記者会見の前、トニーとオバディアの戦闘の詳細を情報操作し、会見用のメモをトニーに渡して、組織の略称が“S.H.I.E.L.D.”に決定したとペッパーに述べ、その場を後にする。
『アイアンマン2』
日本語吹替 - 村治学（劇場公開版）、根本泰彦（テレビ朝日版）
本作では物語の後半から登場する。
トニーがスターク邸でジェームズ・“ローディ”・ローズと殴り合いを繰り広げた直後、スターク邸に軟禁。フューリーからトニーの監視役に選任され、もし逃げ出そうものならばテイザー銃で撃つと彼を脅かした。
後に別の任務のためにスターク邸を離れる前、スターク邸のワークショップで大ファンであるキャプテン・アメリカの盾の試作品を見つけ、それをトニーがパラジウムに代わる“アーク・リアクター”の動力を探させるために新元素を作るために組み立て中だった“プリズム加速器”のコイルの台座代わりに差し込んでほしいとトニーに頼まれて手伝った。だが盾の試作品の扱い方に機嫌を損ねたのか、去り際のトニーの問いかけには素っ気なく返した。
エンドクレジット後、ニューメキシコ州の砂漠に到着し、中央にハンマーが突き刺さる巨大なクレーターを発見した。
『マイティ・ソー』
日本語吹替 - 村治学
本作では、地球で発見されたソーのハンマーである“ムジョルニア”を調査する任務を遂行。自身のほかにもジャスパー・シットウェル、クリント・バートン/ホークアイ、ケイル、ギャレットなど複数のエージェントも登場した。
発見したムジョルニアを囲む形でベースキャンプを設置させると、部下たちと共にジェーン・フォスターがまとめた、ソーを地球に導いたワームホール（“ビフレスト”）に関する研究資料と機材を強引に押収。それからベースキャンプを襲ってきたソーに対し、S.H.I.E.L.D.の精鋭たちを次々と倒した君は何者なのかと尋問し、エリック・セルヴィグがソーの身柄を引き取ると、部下たちに監視を指示した。
ロキが操る“デストロイヤー”には全く敵わなかったが、パワーを取り戻したソーがジェーンの研究資料と機材を彼女に返すならば同盟を結んでやってもよいと述べると承諾し、ジェーンたちに押収した物を全て返還する。
『アベンジャーズ』
日本語吹替 - 村治学
本作では自身の存在がバラバラだったヒーローたちを“アベンジャーズ”として一致団結させる重要な鍵となる。また、作中では、キャプテン・アメリカの大ファンでトレーディングカードを集めていることや、トニーとペッパーの会話からチェリストの恋人がいることが明らかになっている。
S.H.I.E.L.D.とNASAの共同施設でフューリーとマリアを迎え入れた直後、“テッセラクト”の暴発により発生した施設の壊滅に巻き込まれるも、難を逃れてテッセラクトとそれを奪ったロキの捜索命令を受け、“スターク・タワー”に赴きトニーにテッセラクト捜索を依頼。その後には、憧れのスティーブの送迎とトレーディングカードへのサインの嘆願を緊張しながら行う姿や、ソーとの交流を見せた。
ロキに操られたクリントらがヘリキャリアを襲撃すると、“デストロイヤーキャノン”を携えてロキに対峙するも、致命傷を負わされてしまった。それでも彼の油断を突いて一矢を報いることに成功し、フューリーに看取られて息を引き取る。
本作以降、現代におけるコールソンは映画作品には登場していない。
『キャプテン・マーベル』
日本語吹替 - 村治学
本作でグレッグは、ニック・フューリー役のサミュエル・L・ジャクソン同様、デジタル技術によって25歳若返った姿で描かれ、S.H.I.E.L.D.の若手の新米エージェントとして登場する。そのため張り切って任務にあたっているものの、ロサンゼルスに現れたヴァース（キャロル・ダンヴァース/キャプテン・マーベル）の捜査にフューリーたちと出動するも、知らぬ間に“スクラル人”の1人に擬態され、このことに気付いていないフューリーに置き去りにされてしまう失態を見せた。この間、自分に擬態したスクラル人はフューリーに同行し、彼と争って死亡した。
その後ペガサス計画の実験施設において、ケラーに擬態したタロスによって指名手配されたフューリーの前に立ちはだかると、彼を信じて道を譲り、見逃した。物語のラストでは、フューリーから彼の左目を失った嘘の経緯を聞かされ、届けられた義眼の使用を勧める。

### マーベル・ワンショット
『相談役』
本作ではシットウェルと共に、エミル・ブロンスキー/アボミネーションのアベンジャーズ参入を阻止しようと務める。
ダイナーに腰を降ろしていたところにやって来たシットウェルに、“世界安全保障委員会”が「ニューヨークのハーレムでの戦闘のヒーローはブロンスキー/アボミネーションであり、ブルース・バナー/ハルクの方に責任がある」と誤認し、ブロンスキーを刑務所から釈放させて、“アベンジャーズ計画”に参加させたがっていることと、そのため24時間後にブロンスキーをサディアス・ロス将軍の下から引き取ることになったこと、そしてフューリーがブロンスキーを釈放したくないと考えていることを話す。そこでロスが自分たちへブロンスキーの引き渡しを断るように仕向けるため、ロスの機嫌を損ねさせられる者を彼の元へ派遣することを提案。その結果渋々ながら“相談役”であるトニーに白羽の矢を立てた。
後日、同じダイナーでシットウェルに、ブロンスキー釈放は取り消しとなったと報告し、トニーとロスが対峙したその際に、舞台となったバーを混乱させるほどロスが逆上し、トニーがバーをまるごと買い取ったことでその場が収まったことも付け足して話す。
『ハンマー墜落現場へ向かう途中での出来事』
本作では、サブタイトル通りの物語の主人公として登場する。ニューメキシコのムジョルニアの墜落現場に向かう途中、ガソリンスタンドに立ち寄り、自動車の給油をしながらスタンド内の売店で菓子を購入しようとするが、レジカウンターの店員に金を出すことを要求する強盗2人組に遭遇。そこで自分の自動車のキーと銃を手放して強盗2人組の注意を自分に向けさせると共に、見事な機転で強盗2人を倒す。そして店員に金を払って菓子を購入し、後始末を任せ、給油も完了したところでその場を去る。

### 『ホワット・イフ...?』
第3話
アース51825におけるコールソンが登場。
第6話
アース72124におけるコールソンが登場。

### テレビ

#### アルティメット・スパイダーマン
2011年のコミコン・インターナショナルにて、グレッグが放送予定のテレビアニメ『アルティメット・スパイダーマン』 で、S.H.I.E.L.D.のエージェントであり、スパイダーマン（ドレイク・ベル）が通う学校の校長でもあるコールソンの声を担当することが発表された。

#### エージェント・オブ・シールド
映画『アベンジャーズ』でロキによって殺されたと思われていたコールソンだったが、実際は生きており、『アベンジャーズ』の後日談であるテレビドラマ『エージェント・オブ・シールド』ではグレッグが演じるコールソンがシリーズの「ヘッドライン」として出演することが発表された。なお、ドラマのパイロット版でもグレッグはコールソンを演じている。
シーズン1
『アベンジャーズ』でロキに殺害されたが、フューリーの手によって生きながらえていたことが判明。自身の弁によれば、『魔法の国(Magical Place)』タヒチで休養していたという。復帰後、ずば抜けたエージェントであるグラント・ウォード、「騎兵隊」と呼ばれる実力者メリンダ・メイ、「フィッツシモンズ」として知られるエンジニアのレオ・フィッツと医学博士のジェマ・シモンズ、そして凄腕ハッカーとしてスカウトしたスカイを迎え、精鋭チームを結成し超常現象の調査と処理に尽力する。
強化人間やアスガルド人、謎の組織と関わる中、自身の死と復活が異星人のDNAを流用して蘇生させる『T.A.H.I.T.I.(タヒチ)計画』によるものである事を知る。その直後、キャプテン・アメリカ/ウィンター・ソルジャーの事件が勃発、瓦解したはずのヒドラが復活してS.H.I.E.L.D.は内部から崩壊、チームメンバーと共にヒドラとの闘いに身を投じる。
S.H.I.E.L.D.崩壊後、フューリーにツールボックスを渡され、S.H.I.EL.D.長官に任命される。
シーズン2
S.H.I.E.L.D.長官になってからの奮闘が描かれる。長官としての職務を果たしつつ、スカイの出生の秘密と彼女の家族について調査を行うが、前シーズンの最後で発病した謎のハイパーグラフィアに悩まされることになる。
すべてが繋がる地下都市での一件の後、ハイパーグラフィアは完治するが、スカイが超人『インヒューマンズ』として覚醒してしまう。フューリーの計画『シータ・プロトコル』に関わっていたことがチーム内で不和を生じさせ、S.H.I.E.L.D.崩壊とともに生まれたもう一つのS.H.I.E.L.D.に狙われることになる。後に二つのS.H.I.E.L.D.を統合させることに成功している。
インヒューマンズとの闘争の後、テリジェン・クリスタルに触れたことで左腕から石化がはじまるが、土壇場でエージェント・マックに腕を切断されたことで一命をとりとめた。
シーズン3
前シーズンの最後で失った腕は義手になっている。精密な動作は難しいようで、ネクタイを自分で締めることができない等の支障が出ている。また義手はシールドを生成でき爆発を防ぐことができ、これでメイを守った。温和な印象が強い人物だったが、裏切り者のウォードに恋人を殺されたり、組織の存続を優先せざるを得ない状況もあり、狡猾な性格を覗かせるようになる。
シーズン4
シールドの新長官となったメイスの元で変わらずにシールドの一員として活動し、インヒューマンズに関する探索を継続する。メイとの関係も進展している様子。S4最終話ではコールソンが宇宙に連れ去られたシーンで幕を閉じる。
シーズン5
S4のラストでコールソンらが連れてこられた宇宙は90年後の未来であり、そこでは地球が砕かれ人類はシェルター生活を余儀なくされていた。更にデイジーこそが地球を砕いた張本人であることを知る。フィッツによってなんとか元の時代へ戻るが、ゴーストライダーとの戦いの影響で患った病気の進行は続いていた。デイジーは治療薬の投与を勧めるがコールソンは悩む。メイに自分で決断するように言われたコールソンは、治療薬の投与による延命を断った。シールドの状況が落ち着くと、コールソンはメイと共に残りの人生を静かに暮らすためにタヒチへと旅立った。
シーズン6
シーズン5の最終話から1年が経った第1話にて、コールソンは病気により死亡したことが明かされた。 その後、シールドのメンバーの前に、コールソンと瓜二つの外見をした「サージ」と名乗る男が姿を表す。外見はコールソンそのものだが、性格は全く異なり凶暴な性格である。後にサージはS5でコールソンが時空の裂け目を閉じた際に、過去の時代にコールソンの遺伝子情報がそのまま複製されて生まれた存在であることが明らかになる。サージにはコールソンの記憶も微かに残っていたが、後に完全にサージとなり、最終的にはメイに倒された。最終話では、クロニコムの技術を使用した最先端LMDのコールソンが起動した。
シーズン7
シーズン6の最終話から引き続き、LMDのコールソンが登場。1931年にタイムスリップしたシールドが歴史を正しく修正するために、シールドの歴史に詳しい人物が必要であったことからフィッツとジェマによって製造されたことが明かされた。記憶を一気にインプットされたことや、生前のコールソンがLMDに関して否定的であったことなどから起動直後は動揺するも、活動する内にLMDである自分を受け入れていく。LMDであるため、生身のコールソンとは比べ物にならない程の怪力を持ち、体も頑丈である。元々のタイムラインに戻りクロニコムとの戦いを終えた後は、マックからプレゼントされた新たな愛車で旅に出た。なお、新たに誕生したシールドのアカデミーは「コールソン・アカデミー」と命名され、コールソン自身も度々アカデミーで生徒に講義を行っている様子。

### コミック
2010年、エージェント・コールソンはマーベルの「デジコミックスであるIron Man 2-Phil Coulson: Agent of S.H.I.E.L.D. #1 と Amazing Spider-Man Digital #13 に登場した。